# Тунель часу (музей)
Тунель часу (англ. The Time Tunnel) — перший в Малайзії музей пам'ятних речей, розташований у районі Брінчанг і вважається головною визначною пам'яткою високогірного курорту Камерон Хайлендс приблизно в 90 км (56 міль) від м. Іпох або в 200 км (120 міль) від м.Куала-Лумпур.
Комплекс є унікальним для півострова Малайзії, тому що в ньому зібрані експонати та пам'ятки, що нагадують, яким було життя в Малайзії в довоєнні роки.
Експозицію заснували у січні 2007-го року і вона постійно поповнюється.
Музей розташований у підвальному приміщенні Кок Лім Стровберрі Фарм. Дворівневе приміщення займає коридор довжиною більше 80-ти метрів. Тут представлено більш ніж 4000 предметів та фотографій, які демонструються у вісьмох галереях, що займають площу приблизно в 14000 квадратних футів.
До музею можна дістатися машиною, або громадським транспортом. Музей знаходиться в 2-х км від м. Брінчанг та в 7-ми км від м. Танах Рата. Музей працює щодня з 8:30 до 18:00. Тут дозволена будь-яка зйомка.

## Головні експонати колекції

### Секція Аборигенів
Ця зона охоплює спосіб життя місцевого населення курорту (Оранг Аслі). Їх інструменти, речі та вироби виставлені на підлозі та стінах.

### Перукарня
Ця секція обладнана: перукарським кріслом, вивіскою, дзеркалами, небезпечними бритвами, пігментами, ножицями, спреями для волосся, приладдям для гоління, фенами, ножицями для стрижки, бігуді та великим вибором гребінців. Стіни обвішані плакатами, які колись рекламували перукарське мистецтво. Особливий експонат цієї «крамнички» — це перукарське крісло, якому більше 50-ти років.

### Дитячий куточок
Ця площа заповнена: дошками, шкільними формами, меблями, рахунковими приладами та широким вибором іграшок. Поблизу є кабінет, де представлені такі пам'ятки, як перові ручки, гумки, стругачки, рулетки, підручники, шкільні значки.

### Кав'ярня
Інсталяція нагадує стару закусочну «Копі Тіам» та обладнана: касовим апаратом, дерев'яними стільцями, табуретами, столами, дзеркалами, годинниками, механічними вентиляторами, попільничками, рахівницями, сірниковими коробками, паличками для їжі, соломинками, плювальницями, відкривалками, підносами, кавовими чашками, дробарками для льоду та колекцією безалкогольних напоїв. Тут напої не продаються.

## Експонати та пам'ятки
Список є нескінченним та складається з: колекції старих банкнот, монет, поштових марок, конвертів, книг, годинників, аналогових телефонів, дитячих пляшечок, транзисторних радіоприймачів, монохромних телевізорів, механічних вентиляторів, швейних машин, рахівниць, дерев'яних екранів, рам для картин, фотокамер, кухлів, вивісок, журналів, газет, радіол, патефонів, грамофонних платівок, листівок, програвачів, плакатів, абажурів, ваг, настінної плитки, карт, календарів, багажних сумок, попільничок, сірникових коробок, мотоциклів, велосипедів, триколісних велосипедів, штампів, листів, прапорів, сейфів, кашкетів, дорожніх знаків, газових ламп, малюнків, телефонних карток, коміксів, прасок, друкарських машинок, музичних інструментів, паперових парасольок, капелюхів, футболок, записників, корків для пляшок, паперових мішків, спортінвентарю, брелоків, столового срібла та прикрас.
«Ми маємо намір подвоїти наш інвентар до кінця 2016 року», — говорить куратор Сі Кок Шан. «Інакше ми просто відстанемо».

## Куточок Джима Томпсона
Ніша розташована у центрі музею та займає площу приблизно в 50 квадратних футів. Більшість експонатів тут — це спогади про Джима Томпсона, зниклого з Камерон Хайлендс у неділю 24 березня 1967 року.

## Кухонний блок
Вздовж другого рівня приміщення розташований кухонний блок. Це місце, де час практично зупинився. Тут на полицях дивним чином зібрані: газові плити, сковорідки, казанки, порцелянові миски, порошки чилі, тарілки, столове приладдя, дрова, холодильники для м'яса, печі, мясорубки, черпаки, термоси та харчові контейнери.

## Додаткові послуги
В музеї є кафе, де подають східне та місцеве частування. Воно працює щодня з 9:00 до 18:00.

## Важливі факти
Музей відвідувала Міс Гонконг (пані Чеунг Едельвейс), перша і друга віце-міс (пані Скай Чан та пані Ма Сіа) підчас їх туру по Малайзії в серпні 2008 року. Вони провели у комплексі більше години. Даний тур доброї волі був організований телекомпанією Гонконгу Television Broadcasts Limited, агентством Tourism Malaysia, а також туристичною компанією Hong Thai Travel Services.